# Reserva natural de Basegi
La reserva natural de Basegi (en ruso: Басеги заповедник) es un zapovédnik ruso (reserva natural estricta) situada a lo largo de la Cresta Basegi, en los Montes Urales Medios. Basegi significa «hermoso» en el dialecto local de los Urales. Está relativamente intacto por el uso comercial y, por lo tanto, el área tiene un gran valor científico como un «sitio de referencia» para los bosques de abetos de los Urales. También es compatible con el hábitat de desove de la trucha y el tímalo. Los principales ríos son el río Usva (límite norte de la reserva natural) y el río Vilva (límite sur). También hay algunos ríos pequeños, que tienen rápidos típicos de los ríos de montaña. La reserva está situada en el área de Gremyachinsk en el Krai de Perm.

## Topografía

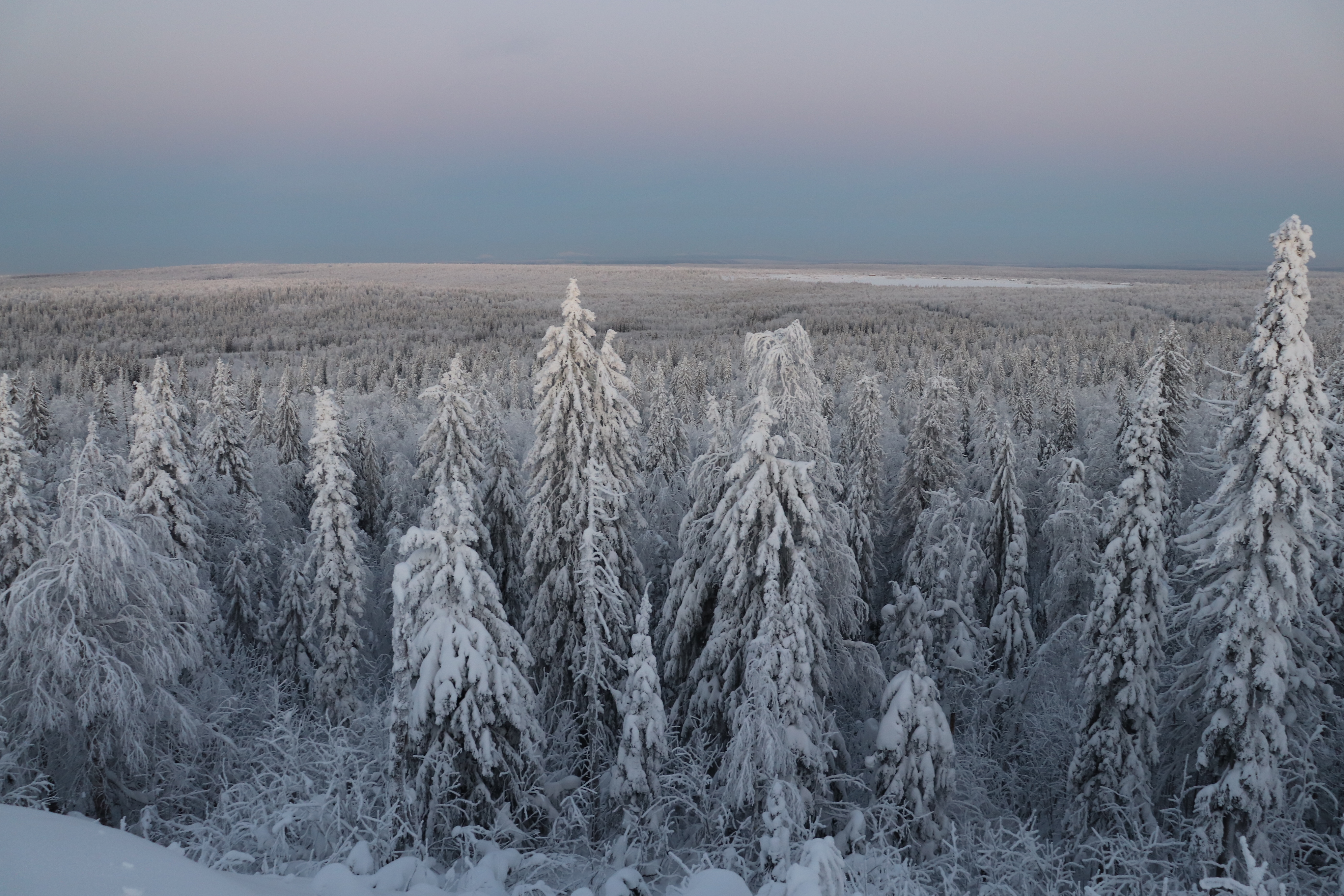
Vista panorámica de la reserva natural de Basegi en invierno

La reserva cubre la Cresta Basegi, que corre de norte a sur, y está dividida en tres secciones (Basegi Sur, Medio y Norte) por barrancos empinados. La geología de la reserva de Basegi es de cuarcita estable del Paleozoico Inferior y Proterozoico, hacia la superficie, con cantidades menores de granito y diabasa. Los principales ríos que corren por la reserva son el río Usva (límite norte de la reserva natural) y el río Vilva (límite sur). También hay una intrincada red de ríos menores.

## Ecorregión y clima

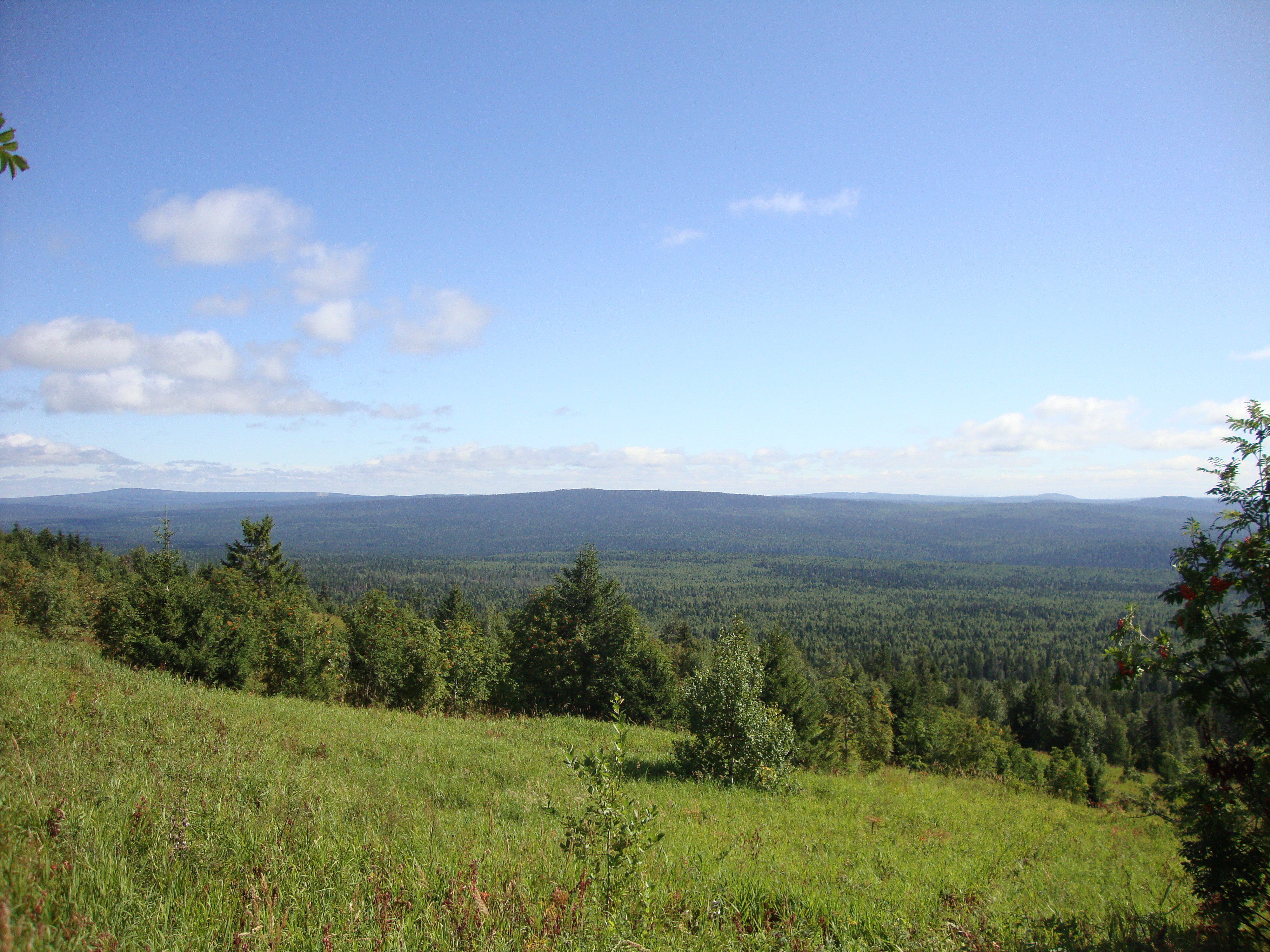
Panorámica de la Reserva natural de Basegi.

La reserva de Basegi está localizada en la ecorregión de Bosque montano y tundra de los Urales (WWF ID: PA0610), una región que cubre los montes Urales siguiendo una franja estrecha de oeste a este, pero que recorre la mayor parte de la división entre la Rusia europea y la asiática. La región es una zona de encuentro de especies de árboles y plantas típicas tanto de la taiga como de la tundra.
El clima de Basegi es Clima continental húmedo, con veranos frescos (Clasificación climática de Köppen, Clima subártico (Dfc)). Este clima se caracteriza por veranos templados (solo 1 a 3 meses por encima de los 10 °C (50,0 °F)) e inviernos fríos y nevados (el mes más frío por debajo de -3 °C (26,6 °F)).

## Flora y fauna
Hay más de 250 especies de plantas en la reserva natural, entre ellas más de 45 son raras. Muchas especies de musgos y líquenes. 50 especies de mamíferos, más de 180 especies de aves, 1 especie de reptil, 17 especies de peces y 3 especies de anfibios. La fauna es típica de la taiga. Las especies, protegidas por el Libro Rojo de Datos de la Federación de Rusia, incluyen:
- Líquenes: Lobaria pulmonaria
- Plantas: Calypso bulbosa, una especie de orquídea
- Invertebrados: Parnassius mnemosyne, entre otros
- Peces: Hucho taimen, entre otros
- Aves: Águila real (Aquila chrysaetos), zarapito real (Numenius arquata), pigargo europeo (Haliaeetus albicilla), halcón peregrino (Falco peregrinus), cigüeña negra (Ciconia nigra), búho real (Bubo bubo), entre otras muchas.[1]

La reserva cuenta con una gran comunidad de musarañas, de 6 especies. En algunos años, la masa corporal de las musarañas puede sumar más del 70% del peso total de los vertebrados del territorio.

## Ecoturismo
Como reserva natural estricta, la reserva de Basegi está en su mayor parte cerrada al público en general, aunque los científicos y aquellos con fines de «educación ambiental» pueden hacer arreglos con la administración del parque para realizar visitas. Hay una ruta de senderismo «ecoturística» a la cima de la montaña Basegi Norte en la reserva, sin embargo, que está abierta al público. Los permisos deben obtenerse por escrito con anticipación. La oficina principal de la reserva está en la ciudad de Gremyachinsk.